# Neogloboquadrina pachyderma
Neogloboquadrina pachyderma (Ehrenberg, 1861) es una especie viva de foraminífero planctónico del género Neogloboquadrina, de la Familia Globorotaliidae, de la Superfamilia Globorotalioidea y del Orden Globigerinida.
Su rango cronoestratigráfico abarca desde el Tortoniense superior (Mioceno superior) hasta la Actualidad. Habita latitudes tropicales a subtropicales.

## Lista de sinonimias
- 1861 Aristerospira pachyderma Ehrenberg, p. 276, 277, 303
- 1983 Neogloboquadrina pachyderma Ehrenberg; Kennett & Srinivasan, p.192, lám. 47, figs. 2, 6-8.

## Discusión
Clasificaciones posteriores han incluido Neogloboquadrina pachyderma en la Superfamilia Globigerinoidea.